# Liesberg
Liesberg is een gemeente en plaats in het Zwitserse kanton Basel-Landschaft, en maakt deel uit van het district Laufen.
Liesberg telt 1.180 inwoners.